# 蘿莉·荷登
蘿莉·荷登（英語：Heather Laurie Holden，1969年12月17日—），美國女演員，知名於電視劇《X檔案》的瑪麗塔·科瓦魯比亞斯。其他出演過的作品有《沉默之丘》、《迷霧驚魂》、《盾牌》和《陰屍路》。

## 生平
荷登出生於洛杉磯，在多倫多長大，在美國和加拿大擁有雙重國籍。在她的父母，演員Glen Corbett和Adrienne Ellis離婚後，她的母親與導演Michael Anderson結婚。 荷登然後在洛杉磯和多倫多之間分配時間。她有一個弟弟克里斯托弗霍爾頓和一個同父異母的妹妹。